# Пелијаде
Пелијаде су у грчкој митологији биле кћерке Пелије, краља Јолка и Анаксибије или Филомахе.

## Митологија
Предања нису сагласна у вези са њиховим бројем и именима. Као најстарија и најлепша се помињала Алкеста, а као њене сестре Пелопија, Медуза, Писидика, Хипотоја, Астеропија и Антиноја.
Медеја је желела да се освети Пелији јер је затро читаву Јасонову породицу. Зато је дошла на његов двор и лукавством, претварајући се да је Артемидина свештеница, успела да задобије поверење његових кћерки. Уверила их је да има моћи којима може да подмлади њиховог оца и то им и демонстрирала. Убила је овна, раскомадала га и потом убацила у казан са кључалом водом и чаробним травама. Ован не само да је оживео, већ се преобразио у јагње. Пелијаде су зато убиле свог оца и ракомадале његово тело. Међутим, Медеја га је убацила у казан са чистом кључалом водом. Када је чудо изостало, видевши да су насамарене и схвативши да су починиле страшан злочин, побегле су на Пелопонез. Њихов гроб је приказиван крај Посејдоновог храма у Мантинеји. Према другој причи, Медеја је насамарила Пелију и он је наредио својим кћеркама да га убију. Када су схватиле превару, покушале су и саме да се убију, али их је Јасон спречио речима да нису криве и обећањем да ће их поудавати. Према неким ауторима, Алкеста није учествовала у овом злочину због превелике љубави према оцу.

## Уметност
Еурипид је написао трагедију названу „Пелијаде“ 455. п. н. е.

## Нимфе
Назив Пелијаде су користили Пиндар и Аполоније са Рода како би означили нимфе Пелиониде, са планине Пелион.